# 2754 Efimov
2754 Efimov (1966 PD) là một tiểu hành tinh vành đai chính được phát hiện ngày 13 tháng 8 năm 1966 bởi Smirnova, T. ở Nauchnyj.